# Кепек-хан (Золота Орда)
Кепек-хан (*д/н — після 1414) — хан Золотої Орди в 1413—1414 роках. У польських хроніках відомий як Бетсабула, у північноруських — Бетсбулан або беш-Сабулу. Ймовірно це пов'язано з другим ім'ям Кепека.

## Життєпис
Походив з династії Чингізидів. Син хана Тохтамиша. Після поразки останнього у війні проти Тамерлана в 1395 році втік до великого князівства Литовського. У 1413 році отримав гроші та війська від Вітовта, правителя Литви, з якими у квітні того ж року повалив свого брата — хана Керим-Берди. Ймовірно, до кінця року зумів встановити владу над більшістю земель Орди.
У 1414 році надав ярлик та підтримку братам Івану та Данилу Бориовичам, що претендували на велике князівство Нижньогородське. Проте ті зазнали поразки від військ Юрія Дмитровича, князя Галицького (брата великого князя Московського Василя I). Водночас Кепек відновив союз із великим князівством Литовським, з яким планував знову приборкати Московську державу.
Проте вже у 1414 році стикнувся з суперником зі сходу — з Хорезму прибув колишній темник Едигей, який підтримав претендента на трон Чеґре. Кепек-хан зазнав поразки, й вимушений був відступити до кордонів з Великим князівством Литовським. Про подальшу долю нічого невідомо, вважається, що чинив деякий час спротив Едигею. Новим ханом в Сарай-Берке затвердився Чеґре.